# Kosme María de Barañano y Letamendía
Kosme de Barañano y Letamendía (Bilbao, 1952) es un museólogo y profesor español. Ha comisariado y editado catálogos de más de cincuenta exposiciones en museos europeos y americanos. Se le considera un experto en la obra de Eduardo Chillida.
Interesado por el arte desde joven, su primer mentor fue el pintor vasco José María de Ucelay.
En el campo de los museos, obtuvo una beca en el Museo y Jardín de Esculturas Hirshhorn en Washington D. C.. En 1990 fue nombrado subdirector del Museo Reina Sofía, y formó parte del Patronato desde 1998 hasta 2006. En mayo de 2000 fue nombrado director del Instituto Valenciano de Arte Moderno, cargo que ocuparía hasta 2004. Además, ha formado parte de comités asesores como los del Museo del Prado y el Museo de Bellas Artes de Bilbao. También fue miembro de la Comisión Asesora para la creación del Museo Guggenheim Bilbao, y ha comisariado exposiciones en la Bienal de Venecia.
Entre sus exposiciones en la Galería de la Academia de Venecia, dedicó una al artista abstracto - figurativo Philip Guston en 2017.
También fue curador de la exposición Baselitz-Academy, dedicada a Georg Baselitz, siendo esta la primera exposición de un artista vivo realizada por la institución en 2019.
En 1990 comisarió una exposición de Alberto Giacometti con 380 obras, incluyendo escultura, pintura y dibujo para el Museo Reina Sofía de Madrid. En 1992 hizo una retrospectiva de Chillida con 300 obras en el Palacio de Miramar de la ciudad de San Sebastián.
En el ámbito académico, ha sido investigador de la Universidad de Heidelberg, catedrático de historia del arte de la Universidad del País Vasco, y catedrático de Metodología de la historia del arte de la Universidad Miguel Hernández. Además, también ha sido profesor invitado en la IUAV di Venezia, la Venezia-Verona y la Universidad de Berlín.
Ha colaborado con medios escritos como los diarios El País, La Gaceta del Norte y El Correo  o revistas como Saioak, Expansión, Mundáiz y Muga. Ha sido crítico de arte en el diario El Mundo del siglo XXI.
En 2019 donó su biblioteca a la Universitat Jaume I de Castellón. En 2021 pasa a ser, junto con Miquel Navarro, académico numerario en la Real Academia de San Carlos.